# Bitva u Satzdorfu
Bitva u Satzdorfu byla válečným střetem mezi oddíly spojeného husitského svazu ze západočeského Tachova, Domažlic, Klatov a okolí, a posílenou katolickou posádkou bavorského města Cham (česky také Kouba) vedenou šlechticem Markvartem Störrem ze Störnsteinu při návratu husitů z tzv. spanilé jízdy do Bavorska během husitských válek. Odehrála se 29. září 1429 u vsi Satzdorf poblíž Chamu při řece Řezné nedaleko česko-bavorské hranice a skončila porážkou husitského vojska, ztrátě získané kořisti a jejich spěšným ústupem nazpět do západních Čech.

## Pozadí
Roku 1427 byla z iniciativy braniborského kurfiřta Fridricha uspořádána třetí křížová výprava na potlačení kacířů z husitských Čech. Vrchním velitelem se nakonec stal trevírský arcibiskup Ota ze Ziegenheimu. Papež Martin V. určil svým legátem na této výpravě anglického kardinála Henryho Beauforta. Křižácká vojska mohla dohromady čítat až něco kolem 25 000 mužů. Spory ve vedení a neujasněnost strategických cílů však vedly 3. srpna k chaotickému ústupu od obléhaného Stříbra a 4. srpna následně k ostudné porážce od spojených husitských vojsk v bitvě u Tachova. Slezská armáda u Náchoda a rakouská na jižní Moravě pod dojmem této porážky do Čech ani nevyrazily. Husité navíc po ústupu intervenčních sil za hranice obsadili Tachov a oslabili tak katolický vliv v západních Čechách.
Situace v Čechách se pak částečně uklidnila, protože polní vojska zaměřila své hlavní aktivity mimo území českých zemí. Výpravy do vedlejších zemí Koruny české (Lužice a Slezska) i za hranice (do německých zemí, Rakouska, Uher), tzv. rejsy (spanilé jízdy), pořádali husité již dříve, jejich vrchol je však v letech 1427–1433. Jejich hlavním cílem bylo opatřit válečnou kořist, potraviny a píci pro koně, což bylo nezbytné pro udržování polních vojsk – země byla zničená nejen válkami, ale i neúrodami. Vedle úspěšných výprav do Horních Uher a tažení k Baltu podnikly po vyhraném střetu u Tachova svazy západočeských husitů výpady do příhraničních oblastí Bavorska či Saska. V létě roku 1428 například proběhla rozsáhla spanilá jízda Bavorskem v čele s hejtmanem Velkem z Březnice, která zasáhla např. u Bärnau, Tirschenreuthu a Falkenbergu, či při levém břehu řeky Naaby, načež se přes Cham a Domažlice vrátili ještě téhož roku do Čech.

## Bitva
O události se v historických pramenech zmiňují především němečtí kronikáři, např. Ondřej Řezenský, a posléze pak němečtí historici, české prameny událost téměř vůbec nepřipomínají.   
V létě 1429 podnikli západočeští husité, patrně s největším zastoupením bojovníků z českých příhraničních a husity ovládaných měst Tachova, Domažlic a Klatov, další z rejs do Bavorska. Během ní tento oddíl zřejmě nesvedl žádný rozsáhlejší polní střet. S koncem léta se pak výprava vydala nazpět do Čech s náležitým nákladem vozů s kořistí po stezce procházející městem Cham a překonávající česko-bavorskou hranici u Furthu im Wald a České Kubice a pokračující k Domažlicím. Na den sv. Michaela, 29. září 1429, byli pak poblíž vsi Satzdorf (pozdější součást Chamu) napadeni oddíly posílené chamské městské katolické posádky pod vedením Marquarda Störra, majitele pohraničního panství Störnstein. K útoku mohlo dojít při přechodu řeky Regen husity. Do střetu se mohla zapojit také posádka nedalekého bavorského pohraničního hradu Runding vedená Jindřichem II. Nothaftem. Husitské vojsko bylo německou přesilou a díky taktickým výhodám protivníka poraženo a donuceno ke spěšnému ústupu do Čech.   
Přesné zprávy o počtech padlých nejsou dochovány, lze však předpokládat, že západočeští husité v bitvě utrpěli znatelné ztráty. Střetu této velikosti se v dobovém kontextu mohlo celkově účastnit několik set, maximálně několik tisíc bojovníků.   

## Důsledky

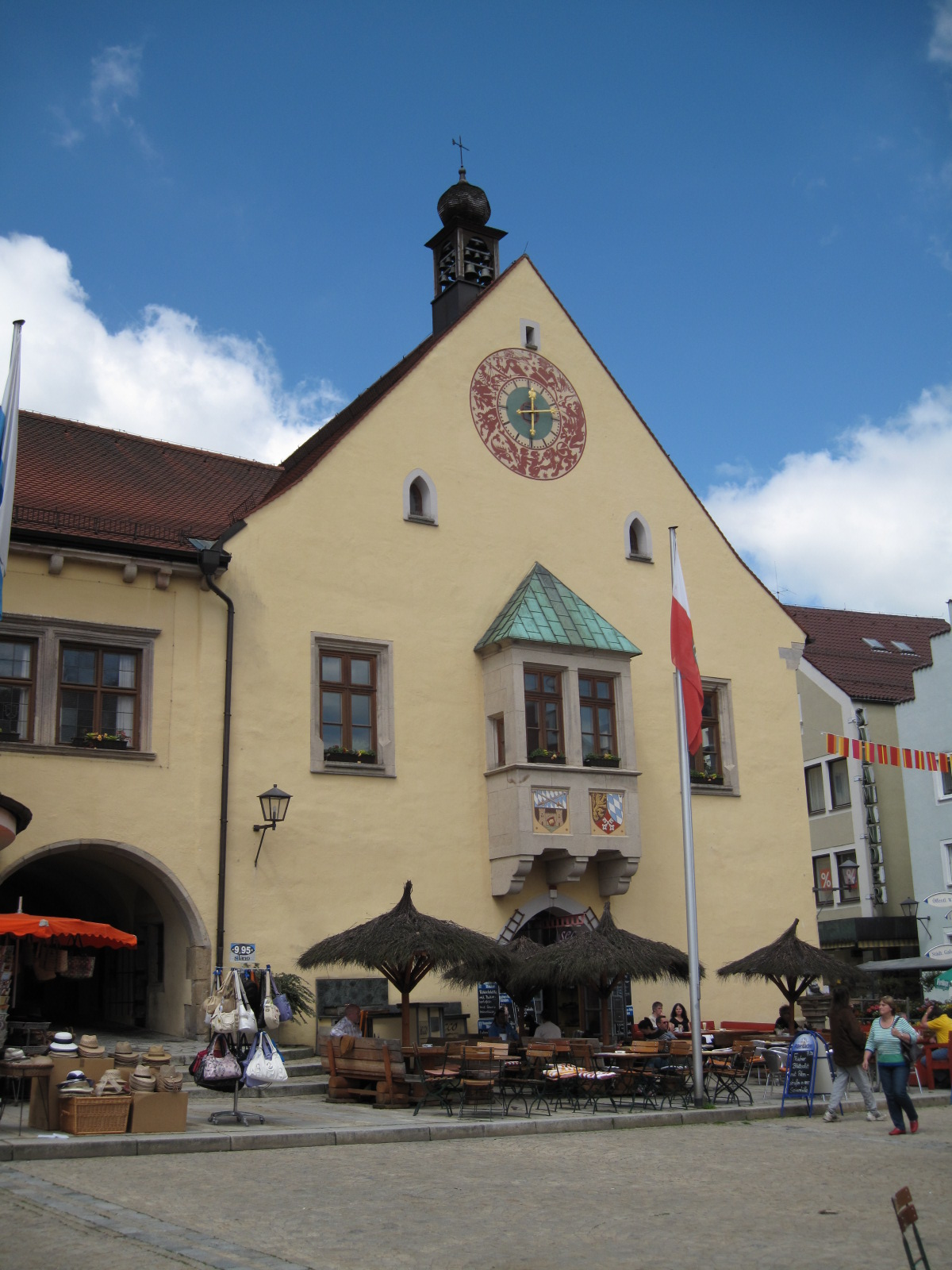
Radnice v Chamu, kde je umístěna freska se stylizovaným výjevem z bitvy

Bitva u Satzdorfu se vedle pozdějších střetnutí např. u Ilavy a Bánova v Horních Uhrách roku 1431 či u Hiltersriedu roku 1433, kde mj. padl  Marquard Störr, zařadilo mezi prohrané střety husitů s obránci domácího území, které postupně vedlo k útlumu pořádání loupeživých spanilých jízd. Nejen v bavorských kronikách jsou husitské nájezdy soustavně popisovány jako časy ničení a plenění domů a majetku. Celková politická situace ve střetu se spory uvnitř husitského hnutí pak vedly u porážce radikálního křídla hnutí v bitvě u Lipan 30. května 1434 a ukončení nejprudší fáze husitských válek.
Zejména s nástupem nacismu v Německu ve 20. a 30. letech 20. století začalo být husitství německými historiky tendenčně nahlíženo jako výhradně agresivní a loupeživé hnutí, kterým byl německý národ nucen hrdinně čelit. V tomto narativu vznikla pak v interiéru radnice v Chamu rozsáhlá freska s výjevem bitvy, jejímiž autory jsou Franz Spann z Pasova a Sigmund Spitzner z Parsbergu, která husity zobrazuje jako polonahé barbary přinášející zkázu, nad kterými vojsko Marquarda Störra vítězí.